# Intérieur, fleurs et perruches
Intérieur, fleurs et perruches est un tableau réalisé par le peintre français Henri Matisse en 1924. Cette huile sur toile représente un intérieur dans lequel on remarque une table où sont posés une tasse, deux fruits, un vase de fleurs et une cage contenant deux perruches vertes, la pièce s'ouvrant par une porte sur une autre où l'on aperçoit un paravent et une fenêtre. Conservée au musée d'Art de Baltimore, à Baltimore, aux États-Unis, elle a pour pendant Intérieur au phonographe, à la pinacothèque Agnelli de Turin, en Italie.